# Kōmei Abe
Kōmei Abe (jap.安部幸明) (n.1 septembrie 1911, Hiroshima - d.28 decembrie 2006, Tokio) a fost un compozitor japonez de muzică contemporană.

## Lucrări

### Piese pentru orchestră
- 1935 Mică suită, pentru orchestră
- 1937 Concert pentru violoncel și orchestră
- 1957 Simfonia nr. 1
  1. Allegro con brio
  2. Adagietto
  3. Vivace assai
- 1960 Divertimento, pentru saxofon alt și orchestră
  1. Andante sostenuto
  2. Adagietto
  3. Allegro
- 1960 Simfonia nr. 2
- 1963 Serenadă
- 1964 Sinfonietta, pentru orchestră
  1. Allegro con brio
  2. Moderato
  3. Scherzo: Andante - Presto
  4. Finale: Allegro assai
- 1985 Piccola sinfonia pentru orchestră de coarde

### Operă dramatică
- Jungle Drum, balet - coreograf: Michio Ito (1893-1961)

### Muzică de cameră
- 1935 Cvartet de coarde nr.1
- 1937 Cvartet de coarde nr.2
- 1939 Cvartet de coarde nr.3
- 1941 Cvartet de coarde nr.4
- 1942 Sonata nr.1, pentru flaut și pian
- 1946 Cvintet pentru clarinet
- 1946 Cvartet de coarde nr.5
- 1948 Cvartet de coarde nr.6
- 1950 Cvartet de coarde nr.7
- 1951 Divertimento, pentru saxofon alt și pian
- 1952 Cvartet de coarde nr.8
- 1954 Divertimento pentru cinci instrumente
- 1955 Cvartet de coarde nr.9
- 1978 Cvartet de coarde nr.10
- 1982 Cvartet de coarde nr.11
- 1987 Cvartet de coarde nr.12
- 1989 Cvartet de coarde nr.13
- 1990 Cvartet de coarde nr.14
- 1992 Cvartet de coarde nr.15